# Johninnesita
La johninnesita és un mineral de la classe dels silicats que pertany al grup de la deerita-howieïta. Rep el seu nom en honor de John Innes, mineralogista de la Corporació Tsumeb, per les seves contribucions a la mineralogia de les mines Tsumeb i Kombat.

## Característiques
La johninnesita és un silicat de fórmula química Na₂Mn²⁺₉Mg₇(OH)₈[AsO₄]₂[Si₆O₁₇]₂. Cristal·litza en el sistema triclínic. La seva duresa a l'escala de Mohs es troba entre 5 i 6.
Segons la classificació de Nickel-Strunz, la johninnesita pertany a «09.DH - Inosilicats amb 4 cadenes senzilles periòdiques, Si₄O₁₂» juntament amb els següents minerals: leucofanita, ohmilita, haradaïta, suzukiïta, batisita, shcherbakovita, taikanita, krauskopfita, balangeroïta, gageïta, enigmatita, dorrita, høgtuvaïta, krinovita, makarochkinita, rhönita, serendibita, welshita, wilkinsonita, safirina, khmaralita, surinamita, deerita, howieïta, taneyamalita i agrel·lita.

## Formació i jaciments
Va ser descoberta a la mina Kombat, a la localitat homònima del districte de Grootfontein, a la regió d'Otjozondjupa, a Namíbia. També ha estat descrita a Schmorrasgrat-South, a la localitat d'Ausserferrera, a la vall de Ferrera, al cantó de Grisons (Suïssa). Només ha estat descrita en aquests dos indrets.